# Santa Cruz, Súchil
Santa Cruz är en ort i Mexiko.   Den ligger i kommunen Súchil och delstaten Durango, i den centrala delen av landet, 700 km nordväst om huvudstaden Mexico City. Santa Cruz ligger 1 985 meter över havet och antalet invånare är 101.
Terrängen runt Santa Cruz är platt åt sydväst, men åt nordost är den kuperad. Santa Cruz ligger nere i en dal. Runt Santa Cruz är det glesbefolkat, med 13 invånare per kvadratkilometer. Närmaste större samhälle är Suchil, 1,7 km norr om Santa Cruz. Omgivningarna runt Santa Cruz är i huvudsak ett öppet busklandskap.